# Cima Carnera
La Cima Carnera (der Gratĭtscher in walser) si innalza a 2 741 metri s.l.m. in alta Valsesia, alla sinistra orografica del fiume Sesia, in corrispondenza dell'abitato di Alagna Valsesia. 

## Collocazione
La montagna appartiene ai Contrafforti valsesiani del Monte Rosa ed è separata dal vicino Monte Tagliaferro dalla Bocchetta della Moanda. 
Montagna articolata, il suo punto più alto è spostato verso ovest rispetto alla linea spartiacque che divide la valle di Alagna dalla val Sermenza, dove si trovano invece diverse sue anticime tra cui La Mezzana. 

## Conformazione
Essendo composta da diverse elevazioni questa vetta ha una conformazione complessa. Le pareti principali sono:
- La Nord, la più rocciosa e ripida parete della montagna, con uno sviluppo verticale di massimo 500 m, è ben visibile dalla sottostante Alpe Campo, è molto simile per conformazione a quella ben più imponente del Tagliaferro ed è l'unica su cui sono state aperte vie notabili.

- La Sud-Ovest che si affaccia sul l'abitato di Riva Valdobbia, è solcata da canaloni che raggiungono il fondovalle, che durante la stagione invernale scaricano impressionanti valanghe. Pur essendo molto ripida è per la maggior parte erbosa.

- La Nord-Est, molto complessa, con diverse elevazioni e avvallamenti, si affaccia sulla Val Nonai ed è visibile da San Giuseppe (frazione di Alto Sermenza).

- La Sud della Mezzana. È in parte rocciosa in parte erbosa, quasi sconosciuta.

Le creste principali sono tre: la NE che parte dalla bocchetta della Moanda con diverse elevazioni e gendarmi. La W che nella sua interezza è lunghissima, ma è considerata tale dall'Alpe Sattal; qui si sviluppa la via normale. La S/Se che è un insieme di creste delle anticime e corre sullo spartiacque tra Valsesia e val Sermenza.